# Atherigona ferrari
Atherigona ferrari är en tvåvingeart som beskrevs av Adrian C. Pont 1986. Atherigona ferrari ingår i släktet Atherigona och familjen husflugor.
Artens utbredningsområde är New South Wales. Inga underarter finns listade i Catalogue of Life.